# Hansueli Mumenthaler
Hansueli Mumenthaler (* 19. Mai 1943) ist ein ehemaliger Schweizer Mittelstreckenläufer, der sich auf die 800-Meter-Distanz spezialisiert hatte.
1966 schied er bei den Leichtathletik-Europameisterschaften in Budapest im Vorlauf aus. Bei den Europäischen Hallenspielen 1967 in Prag wurde er Vierter und bei den EM 1969 in Athen Fünfter.
Sechsmal wurde er Schweizer Meister (1964, 1966–1970).

## Persönliche Bestzeiten
- 800 m: 1:47,2 min, 2. Juli 1969, Prag (ehemaliger Schweizer Rekord)
  - Halle: 1:49,3 min, 23. März 1969, Wien (ehemaliger Schweizer Rekord)